# Sweter

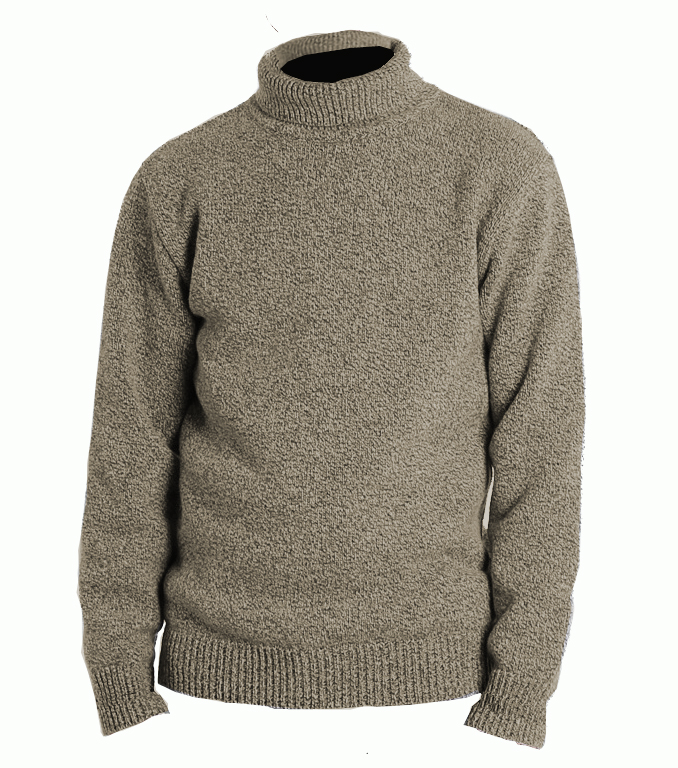
Sweter

Sweter, pulower – rodzaj ciepłej bluzy z dzianiny, najczęściej wełnianej (lub – współcześnie – z dodatkiem włókien sztucznych).
Najcieplejsze, z długimi rękawami, nierozpinane (wkładane przez głowę – ang. pull – „ciągnąć”, over – „przez”; tu: „wciągać przez głowę”), często z golfem, dziane są z grubej wełny.
Ten element stroju opracowany został przez gaelickich rybaków z wysp Aran u zachodnich wybrzeży Irlandii i do dzisiejszych czasów wyrób swetrów jest jednym ze źródeł utrzymania tamtejszych mieszkańców. Tego rodzaju swetry modne były także w XX wieku, np. jako element stroju narciarskiego. Z tego okresu pochodzą norweskie kolorowe wzory ozdabiające swetry.
Lżejsze swetry bywają zapinane na guziki bądź na zamek błyskawiczny, z różnymi odmianami wykończenia pod szyją. W Polsce, podobnie jak w Niemczech, Rosji czy Niderlandach, pulowerami zazwyczaj nazywa się odmianę swetrów bez rękawów.